# Dmitri Kozonchuk
Dmitri Anatólievich Kozonchuk (Дмитрий Анатольевич Козончук), Vorónezh, Rusia, 5 de abril de 1984) es un ciclista ruso. 

## Biografía
Dmitri Kozonchuk destacó en 2004 al ganar etapas del Tour de Olympia y del Triptyque des Barrages, dos carreras para amateurs muy famosas. Gracias a esto, fue contratado por el equipo de neerlandés Rabobank Continental, donde estuvo dos temporadas. De 2004 a 2006, destacó en varias de las carreras más prestigiosas de su categoría, ganando en 2005 la París-Roubaix sub-23 y el Cinturón a Mallorca. 
En 2007, Kozonchuk, considerado como una de las grandes promesas de su generación, se une al equipo profesional Rabobank. Sin embargo, estas esperanzas se convirtieron en decepciones gradualmente ya que no ha conseguido ninguna victoria desde entonces. 

## Palmarés
2004 (como amateur)
- 1 etapa del Tour de Olympia
- 1 etapa del Triptyque des Barrages

2005
- Cinturón a Mallorca, más 1 etapa
- París-Roubaix sub-23

2006
- 2 etapas del Triptyque des Monts et Châteaux
- 1 etapa del Tour de Thuringe

## Resultados en Grandes Vueltas
| Carrera | Carrera         | 2005 | 2006 | 2007  | 2008 | 2009 | 2010  | 2011  | 2012 | 2013 | 2014 | 2015 | 2016 | 2017  | 2018 |
| ------- | --------------- | ---- | ---- | ----- | ---- | ---- | ----- | ----- | ---- | ---- | ---- | ---- | ---- | ----- | ---- |
|         | Giro de Italia  | —    | —    | 100.º | 59.º | 79.º | Ab.   | 75.º  | —    | Ab.  | —    | —    | —    | 145.º | —    |
|         | Tour de Francia | —    | —    | —     | —    | —    | —     | —     | —    | —    | —    | Ab.  | —    | —     | —    |
|         | Vuelta a España | —    | —    | —     | 54.º | —    | 134.º | 122.º | —    | 92.º | 95.º | —    | —    | —     | —    |

—: no participa
Ab.: abandono

## Equipos
- Rabobank Continental (2005-2006)
- Rabobank (2007-2010)
- Geox-TMC (2011)
- RusVelo (2012)
- Katusha (2013-2016)
- Gazprom-RusVelo (2017-2018)